# Hanumanthampatti
Hanumanthampatti es una ciudad y nagar Panchayat situada en el distrito de Theni en el estado de Tamil Nadu (India). Su población es de 10619 habitantes (2011).

## Demografía
Según el censo de 2011 la población de Hanumanthampatti era de 10619 habitantes, de los cuales 5298 eran hombres y 5321 eran mujeres. Hanumanthampatti tiene una tasa media de alfabetización del 78,11%, inferior a la media estatal del 80,09%: la alfabetización masculina es del 86,02%, y la alfabetización femenina del 70,30%.